# Koen Hansen
Koen Hansen (Haarlem, 15 januari 1987) is een Nederlandse radio- en televisiepresentator.

## Carrière
Hansen begon zijn radiocarrière op 17-jarige leeftijd bij de lokale omroep van de gemeente Velsen, Seaport FM. Vervolgens doorliep hij de dj-opleiding aan de Veronica Radioschool en werkte hij bij de regionale zender WILD FM. Daarnaast behaalde hij zijn hbo-diploma Journalistiek op Hogeschool Windesheim in Zwolle.
In november 2011 deed Hansen auditie voor het Q-college van het Nederlandse radiostation Q-music. Hierdoor mocht hij in de nachtelijke uren invallen voor Eva Koreman. Vanaf september 2012 kreeg hij een vast programma. Hij was onder meer in de nacht en het weekend te horen. 
Sinds 23 november 2015 is Hansen te horen op 100% NL, waar hij tot september 2018 tussen 16.00 en 19.00 uur De middagshow met Koen presenteerde. Vanaf september 2018 is hij tussen 13.00 en 16.00 uur te horen. Vanaf 31 augustus 2020 is hij te horen tussen 06:00 en 10:00 uur in Goedemorgen 100% NL.In 2022 hoorde je hem tussen 10.00 & 13.00 & vanaf begin 2024 presenteert hij de avondshow op 100%NL. Naast zijn werkzaamheden als dj is Hansen ook werkzaam als voice-over. 
en presenteert Hansen het programma Da's Goed Geregeld op RTL 4.